# Als het weer lente is
Chansons représentant la Belgique au Concours Eurovision de la chanson
Près de ma rivière
(1964) Un peu de poivre, un peu de sel
(1966)
Als het weer lente is (Quand c'est à nouveau le printemps) est une chanson interprétée par Lize Marke pour représenter la Belgique au Concours Eurovision de la chanson 1965 se déroulant à Naples.
Une adaptation en français a également été enregistrée par Lize Marke, sous le titre Si peu de chose,.

## À l'Eurovision
Elle est intégralement interprétée en néerlandais, l'une des langues nationales de la Belgique, comme le veut la coutume avant 1966. L'orchestre est dirigé par Gaston Nuyts (nl).
Als het weer lente is est la 8e chanson interprétée lors de la soirée, suivant Karusell de Kirsti Sparboe pour la Norvège et précédant Va dire à l'amour de Marjorie Noël pour Monaco.
À la fin du vote, Als het weer lente is n'obtient aucun point et termine alors 15e et dernière — à égalité avec ¡Qué bueno, qué bueno! de Conchita Bautista pour l'Espagne, Paradies, wo bist du? d'Ulla Wiesner pour l'Allemagne et Aurinko laskee länteen de Viktor Klimenko pour la Finlande — sur les 18 chansons,.

## Liste des titres
| A1. | Als het weer lente is | Jaak Dreesen (nl) | Jef Van den Berg (nl) |  |
| B1. | Jij alleen            | Jacques Raymond   | Gil De Clercq         |  |